# Pete Munro
Peter Daniel Munro (né le 14 juin 1975 à Flushing, New York, États-Unis) est un lanceur droitier ayant joué dans les Ligues majeures de baseball de 1999 à 2004 pour les Blue Jays de Toronto et les Astros de Houston.
En 2003, Munro a fait partie d'un groupe de six lanceurs des Astros ayant réussi un match sans point ni coup sûr contre les Yankees de New York.

## Carrière
Pete Munro est repêché en sixième ronde par les Red Sox de Boston en 1993. Le 30 juillet 1998, alors qu'il évolue toujours en ligues mineures, Munro passe aux Blue Jays de Toronto, qui échangent aux Red Sox le frappeur désigné Mike Stanley.
Munro joue pour la première fois dans les majeures le 6 avril 1999 pour Toronto. En deux saisons, il apparaît dans 40 matchs pour les Blue Jays, dont cinq fois comme lanceur partant. Il est 0-2 avec une moyenne de points mérités de 6,02 en 31 sorties au total à sa saison recrue. En 2000, il remporte contre Boston sa première victoire dans les majeures avec une courte sortie en relève le 16 mai et termine l'année avec une fiche victoires-défaites de 1-1.
Le 8 août 2000, Munro est échangé aux Rangers du Texas en retour du voltigeur Dave Martinez. Le lanceur droitier ne joue qu'en ligues mineures dans l'organisation des Rangers, et ne dispute aucune partie dans les majeures en 2001.
En novembre 2001, il signe comme agent libre avec les Astros de Houston, pour qui il s'aligne durant trois saisons. Utilisé comme lanceur partant dans 14 de ses 19 parties jouées en 2002, il remporte cinq victoires contre autant de défaites avec une moyenne de points mérités de 3,57.
En 2003, les Astros l'utilisent presque exclusivement comme releveur. Seulement deux de ses 40 sorties durant la saison sont comme lanceur partant. Sa moyenne s'élève à 4,67. Le 11 juin 2003 au Yankee Stadium, les Astros blanchissent les Yankees de New York 8 à 0. Six lanceurs du Houston unissent leurs efforts pour réussir un match sans point ni coup sûr, le premier réussi contre les Yankees par une équipe du baseball majeur depuis 1958, alors une séquence record de 45 années. Après que le partant Roy Oswalt ait du quitter le match en raison d'une blessure, Munro entre dans la partie en deuxième manche et lance deux manches et deux tiers avant d'être suivi au monticule par ses coéquipiers Kirk Saarloos, Brad Lidge, Octavio Dotel et Billy Wagner. Il s'agit du match sans coup sûr combiné ayant impliqué le plus grand nombre de lanceurs dans l'histoire des majeures.
De retour dans la rotation de lanceurs partants des Astros en 2004, Munro amorce 19 rencontres et ajoute deux présences en relève. Il présente un dossier de 4-7 avec une moyenne de points mérités de 5,15. En séries éliminatoires, il est le partant des Astros dans deux parties de Série de championnat de la Ligue nationale de baseball contre les Cardinals de Saint-Louis. Il n'est impliqué dans aucune décision mais affiche une moyenne élevée de 9,00 avec sept points mérités accordés aux Cards en sept manches lancées.
Libéré par Houston au camp d'entraînement en 2005, Pete Munro signe comme agent libre avec les Yankees de New York et passe l'année dans les mineures. Un passage l'année suivante dans l'organisation des Twins du Minnesota ne lui permet pas davantage de revenir au niveau majeur.
En 2007, Munro part à Taïwan où il joue pour les Uni-President Lions (en), un club de la Ligue chinoise professionnelle de baseball basé dans la ville de Tainan. Munro est invité au match des étoiles de cette ligue.
En 120 parties jouées dans les Ligues majeures de baseball pour Toronto et Houston, Pete Munro a cumulé 315 manches et un tiers de travail au monticule en 40 départs comme lanceur partant et 80 sorties en relève. Sa moyenne de points mérités en carrière est de 4,88 avec 13 victoires, 19 défaites, et 63 retraits sur des prises.